# کن شیمورا
کن شیمورا (انگلیسی: Ken Shimura; زاده ۲۰ فوریهٔ ۱۹۵۰ – درگذشته ۲۹ مارس ۲۰۲۰) کمدین و هنرپیشه اهل ژاپن بود. وی بین سال‌های ۱۹۷۲ تا ۲۰۲۰ میلادی فعالیت می‌کرد. از فیلم‌ها یا برنامه‌های تلویزیونی که وی در آن نقش داشته‌است می‌توان به قطاربان اشاره کرد. او سال ۱۹۷۴ به یک گروه کمدین‌های ژاپنی ملحق شده بود و با تلویزیون ژاپن همکاری مداوم داشت و در کارش از جری لوییس کمدین آمریکایی الهام می‌گرفت. ۲۹ مارس ۲۰۲۰ در اثر بیماری کروناویروس ۲۰۱۹ درگذشت.